# Paloma López
Paloma López (Alicante, 8 de septiembre de 1984) es una modelo, azafata de televisión y actriz española.

## Biografía
Nació en Madrid, pero vivió su infancia en Alicante. En el año 2000 estudió bachillerato de especialidad de ciencias de la salud en el IES Miguel Hernández. También trabajó como modelo de pasarela, fotografía y publicidad. Después de esto comenzó a presentar el espectáculo Noches Míticas. 
Estudia la diplomatura de Diseño Gráfico en la escuela de Arte de Alicante. Más tarde hizo un año de canto, baile e interpretación en la Escuela de Artes Escénicas de Alicante, con José Manuel Garzón (profesor). Desde 2006 hasta 2008 comenzó a hacer publicidad sobre LoMónaco. En abril de 2007 hizo un curso intensivo de "ser y estar ante la cámara”, que acabó en junio de ese mismo año. En 2008 hizo un anuncio para L'Oréal. Después interpretó personajes en “Dos mujeres” y “La casa de Bernarda Alba” en la Sala Triángulo de Madrid. 
En 2006 comienza como azafata del concurso de televisión de Antena 3 La ruleta de la suerte, junto a su compañero Jorge Fernández. El 19 de diciembre de 2014 se anuncia que Paloma dejará de ser la cara femenina del concurso para afrontar nuevos retos personales. El 21 de enero de 2015 se emite el último programa con Paloma como azafata.

## Publicidad
Comenzó en la publicidad en 2003 para anuncios locales de marcas alicantinas. Luego se convirtió en la cara famosa de marcas como Lo Monaco (2006-2008), L'Oréal (2008-2009), Lee jeans (2010-2016), Obegrass (2009-2014) y Línea Directa Aseguradora (2012-2013).
También ha participado en anuncios de televisión para marcas como Lizipaina, Greenpeace o Gillette y ha sido portada en varias ocasiones de la revista OK!.[cita requerida]

## Filmografía

### Programas de televisión
| Programas | Programas              | Programas | Programas      |
| Año       | Título                 | Notas     | Resultado      |
| --------- | ---------------------- | --------- | -------------- |
| 2006-2015 | La ruleta de la suerte | Antena 3  | Copresentadora |

### Series de televisión
| Series de televisión | Series de televisión | Series de televisión | Series de televisión |
| Año                  | Título               | Personaje            | Notas                |
| -------------------- | -------------------- | -------------------- | -------------------- |
| 1985                 | Los Pazos de Ulloa   | Manolita             | 4 episodios          |
| 2014                 | Chiringuito de Pepe  | Paloma               | 1 episodio           |
| 2017                 | Ella es tu padre     | María                | 1 episodio           |
| 2018                 | De Infiltrant        | Agente infiltrada    | 1 episodio           |

### Películas
| Películas | Películas          | Películas     | Películas    |
| Año       | Título             | Personaje     | Notas        |
| --------- | ------------------ | ------------- | ------------ |
| 2011      | Punto de encuentro | Novia de John | Cortometraje |

### Teatro
| Teatro    | Teatro                     | Teatro             | Teatro       |
| Año       | Título                     | Director           | Papel        |
| --------- | -------------------------- | ------------------ | ------------ |
| 2007-2008 | La casa de Bernarda Alba   | Lluis Pasqual      | Protagonista |
| 2008      | Dos mujeres                | Javier Daulte      | Protagonista |
| 2008      | Stop Madrid                | Eduardo Recabarren | Secundario   |
| 2010      | La ópera de los 3 centavos | Bertolt Brecht     | Secundario   |
| 2013-2014 | Dependientes               | Víctor Martínez    | Protagonista |
| 2014      | Microteatro                | Chos Corzo         | Protagonista |

## Videoclips
- Sick of Love (2010) de Robert Ramírez.
- Qué hace una chica como tú (2012) de Alejo Stivel y Pereza.